# Nguyễn Chí Diểu
Nguyễn Chí Diểu (1908-15 tháng 9 năm 1939), nhà hoạt động chính trị, quê ở làng Thanh Tiên nay thuộc TDP Thanh Vinh, phường Dương Nỗ, quận Thuận Hóa, thành phố Huế. Thuở nhỏ theo học chữ Hán, đến năm 10 tuổi mới học chữ quốc ngữ.
Năm 1925, ông vào học trường Quốc học Huế, là bạn học của đại tướng Võ Nguyên Giáp, trong thời gian này ông liên hệ mật thiết với các nhà hoạt động cách mạng và kết thân với các đảng viên cộng sản trẻ tuổi. Tại đây ông tham gia đảng Tân Việt, Việt Nam thanh niên cách mạng đồng chí hội.
Năm 1927, ông bị đuổi học vì dám bộc lộ quan điểm chống chính quyền đô hộ Pháp. Từ đây, ông bắt đầu những ngày tháng hoạt động cách mạng sôi nổi và giữ nhiều chức vụ quan trọng:  Năm 1928, ông đắc cử xứ uỷ viên Trung Kỳ của đảng Tân Việt. Năm 1929, một bộ phận đảng Tân Việt trở thành Đông Dương Cộng sản liên đoàn, ông trở thành đảng viên đảng cộng sản. Năm 1930, sau khi ba nhóm cộng sản ba kỳ thống nhất thành đảng Cộng sản Đông Dương, ông được điều vào hoạt động ở Nam Kỳ, được cử là bí thư tỉnh Gia Định. Ở đây, ông bị người Pháp bắt vào tháng 10 năm 1930 và bị giam đến ngày 2 tháng 5 năm 1933 mới đưa ra toà. Tòa kết án ông khổ sai chung thân rồi lưu đày ở Côn Đảo.
Tháng 6 năm 1936 ông được trả tự do, nhưng bị quản thúc ở Huế. Tại quê nhà, tuy bị theo dõi, bao vây nhưng ông vẫn tiếp tục hoạt động bí mật lãnh đạo các cuộc đấu tranh trực tiếp ở Huế và các tỉnh Trung Kỳ.
Ông mất ngày 15 tháng 9 năm 1939 vì bệnh lao trầm trọng, hưởng dương 31 tuổi. Thi hài ông được Phan Bội Châu đồng ý an táng trong vườn mộ Sào Nam ở dốc Nam Giao - Bến Ngự (Huế) dù bị thực dân Pháp phản đối.
Ông là Ủy viên chính thức Ban Chấp hành Trung ương Đảng Cộng sản Việt Nam khoá I.